# National Ski Jumping Centre
Il National Ski Jumping Centre (国家跳台滑雪中心S, Guójiā tiàotái huáxuě zhōngxīnP) è un impianto sportivo dotato di trampolini per il salto con gli sci situato nel distretto di Chongli della città-prefettura di Zhangjiakou. A causa della sua forma simile a un Ruyi, uno scettro cerimoniale del buddhismo cinese, è anche noto come Snow Ruyi (雪如意S, Xuě rúyìP).

## Storia
I lavori di costruzione sono iniziati nel 2017 e l'impianto è stato completato nel dicembre 2020. Nel febbraio 2021 avrebbe dovuto ospitare una delle tappe della coppa del Mondo di salto con gli sci 2021, che è stata tuttavia annullata a causa della pandemia di COVID-19. Tra il 5 e il 17 febbraio 2022 l'impianto è stato la sede delle gare di salto con gli sci e parte delle gare di combinata nordica dei XXIV Giochi olimpici invernali.

## Caratteristiche
Il punto K del trampolino lungo HS140 è a 125 metri, mentre quello del trampolino normale HS106 è a 95 metri. La struttura ha una capienza massima di 6 000 spettatori.